# Desastre do Lago Nyos

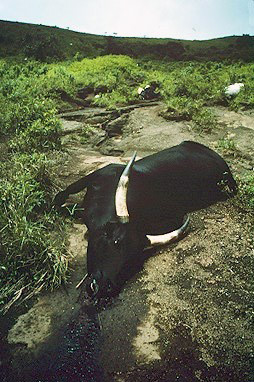
Vaca morta após a erupção do Lago Nyos

O desastre do Lago Nyos, ocorrido em 21 de agosto de 1986 no noroeste dos Camarões, foi um fenômeno raro, conhecido como erupção límnica, que fez com que o Lago Nyos, de origem vulcância, explodisse.

## Erupção límnica
Um estouro fez com que grande parte do volume de água do lago fosse lançada a quase 100 metros de altura e criasse um pequeno tsunami, com a imediata liberação de centenas de milhares de toneladas dos gases monóxido e dióxido de carbono contidos no interior do lago.
Mais pesados que o ar comum, esses gases eliminaram temporariamente o oxigênio do ar nas localidades próximas ao Nyos, matando qualquer ser vivo de que dependesse dele para viver, por asfixia.
Quase 2 000 pessoas e mais de 3 000 cabeças de gado morreram sufocados em consequência do fenômeno. Os fatores que levam lagos de origem vulcânica a "explodirem" e liberarem gases contidos neles ainda não estão bem explicados.